# Dan Turdén
Dan Robert Turdén, född 23 mars 1980 i Norrköpings Borgs församling, är en svensk skådespelare, operaregissör och teaterchef. 
Dan Turdén är son till Walter Turdén och Yvonne Lundeqvist. Turdén har genomgått skådespelarutbildning vid Teaterhögskolan i Stockholm och har en master i operaregi från Operahögskolan i Stockholm. Han har verkat vid Kungliga Operan, Dramaten, Opera Hedeland på Själland i Danmark, Östersjöfestivalen i Berwaldhallen och Wermland Opera i Karlstad.
Han är också ledare och grundare av det fria operakompaniet Kamraterna. Han kvalificerade sig 2014 som första svenska finalist i den internationella tävlingen i operaregi, Ring Award i Österrike.
Dan Turdén är sedan den 1 februari 2021 chef för Norrlandsoperan.

## Teater

### Roller (ej komplett)
| År   | Roll | Produktion                                     | Regi                                     | Teater                    |
| ---- | ---- | ---------------------------------------------- | ---------------------------------------- | ------------------------- |
| 2001 |      | Slutet gott! Allting gott? William Shakespeare | Pontus Plaenge                           | Shakespeare på Gräsgården |
| 2002 |      | Richard III William Shakespeare                | Pontus Plaenge                           | Shakespeare på Gräsgården |
| 2006 |      | Hamlet William Shakespeare                     | Andreas Forner Lindal/ Per-Johan Persson | Shakespeare på Gräsgården |